# NGC 7418
NGC 7418 là tên của một Thiên hà xoắn ốc trung gian nằm trong chòm sao Thiên Hạc. Vị trí của nó cách Trái Đất khoảng 60 triệu năm ánh sáng. Người phát hiện ra thiên hà này là John Herchel vào ngày 30 tháng 8 năm 1834.

## Đặc điểm
NGC 7418 có tâm sáng nằm trong "thanh chắn". Thanh chắn này xuất hiện rất rõ ràng trên ảnh hồng ngoại trong khi chiều dài của bước sóng quang học của nó lại yếu hơn và thấm chí không hề tạo thành thanh chắn. Vòng xoắn ốc của nó bắt nguồn từ hai điểm cuối của thanh chắn. Phần bên trong của NGC 7418 có những điểm nút trong khi phần bên ngoài thì không. Từ điểm nhìn của trái đất, NGC 7418 nghiêng một góc 42 độ.
Các nhà nghiên cứu tin rằng phần trung tâm của nó có một Lỗ đen siêu khối lượng. Ước tính khối lượng của lỗ đen ấy khoảng từ 1 đến 15 triệu (106.58 ± 0.59) khối lượng mặt trời. Phần trung tâm của nó còn có một cụm quần tinh rất lớn với khối lượng gần bằng 60 triệu (107.78 ± 0.19) lần khối lượng mặt trời. Sự tồn tại của cụm sao lớn này không phủ nhận sự tồn tại của lỗ đen siêu khối lượng kia, điều này cũng giống như Ngân hà của chúng ta và Thiên hà Tiên Nữ. Những ngôi sao ở phần trung tâm của NGC 7418 là những ngôi sao trẻ, chưa đầy 100 triệu năm tuổi.
Một vụ nổ siêu tân tinh đã được quan sát ở thiên thế này là SN 1983 bởi L. E. Gonzalez tại núi Cero El Roble, Chile. Vị trí là 11" tây và 52" nam tính từ điểm sáng trung tâm. Vào ngày 3 tháng 9 năm 1983, cấp sao biểu kiến của nó đạt 15.5.

## Dữ liệu hiện tại
Theo như quan sát, đây là thiên hà thuộc chòm sao Thiên Hạc. Dưới đây là một số dữ liệu khác:
- Xích kinh 22h 56m 36.2s[1]
- Độ nghiêng −37° 01′ 48.3″[1]
- Dịch chuyển đỏ (Redshift) 0.004837 ± 0.000017 [1]
- Vận tốc xuyên tâm (Tốc độ xuyên tâm) 1,450 ± 5 km/s[1]
- Khoảng cách 59.1 ± 8.5 Mly (18.2 ± 2.6 Mpc)[1]
- Cấp sao biểu kiến 11.0
- Loại SAB(rs)cd [1]
- Kích thước biểu kiến 3′.5 × 2′.6[1]